# Payang
Payang is een bestuurslaag in het regentschap Pati van de provincie Midden-Java, Indonesië. Payang telt 2830 inwoners (volkstelling 2010).